# Schlossmühle (Unsleben)

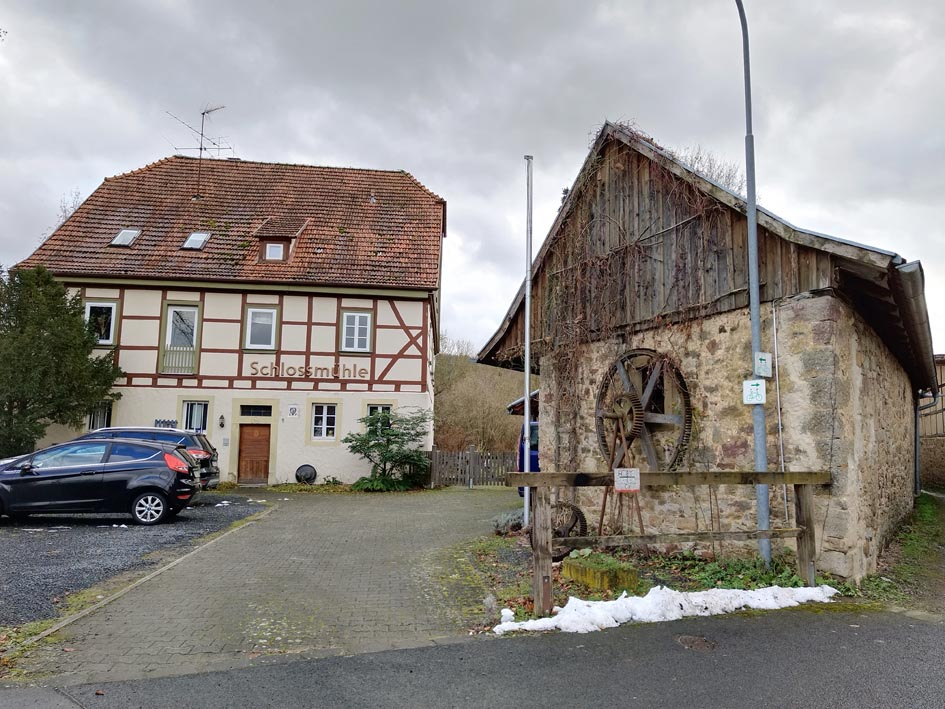
Die Schlossmühle in Unsleben

Die Schlossmühle ist eine Wassermühle der Gemeinde Unsleben im Landkreis Rhön-Grabfeld. Die Schlossmühle liegt an der Streu.

## Geschichte
Die Ursprünge der Mühle können bis auf das 14. Jahrhundert zurückgeführt werden. Sie war zehntpflichtig gegenüber dem Kloster Wechterswinkel, befand sich aber im Eigentum der Schlossherren von Unsleben.

## Literatur

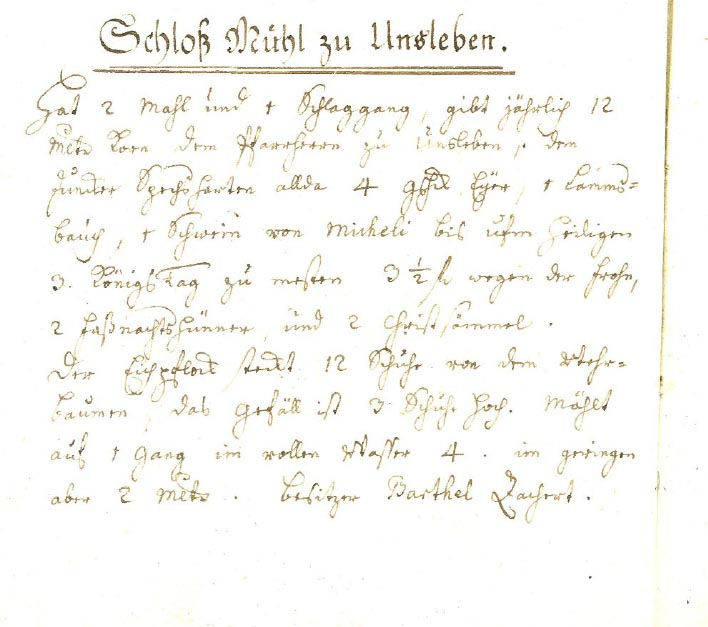
Beschreibung der Mühlen im Neustädter Amt
Transkription:
Schloß Mühl zu Unsleben.
hat 2 Mahl und 4 Schlaggang, gibt jährlich 12
mltr Korn dem Pfarrhof zu Ulsleben, dem
funder Spechsharten allda 4 gehl Eyer, 1 Lammo
Bauch, 1 Schwein von Micheli bis ufm heiligen
3. Königs Tag zu mesen 3 /2 f wegen der Frohn,
2 Faßnachtshüner, und 2 Christsämmel.
Der Eichpflock steckt 12 Schuhe von dem Rtehr
Laumen, das Gefäll ist 3 Schuhe hoch. Mählt
auf 1 Gang im vollen Wasser 4. im geringen
aber 2 metr. Besitzer Barthel Pachert.
(Stadtarchiv Bad Neustadt B85)